# Максимовицька сільська рада
| Максимовицька сільська рада — колишній орган місцевого самоврядування у Поліському районі Київської області з адміністративним центром у с. Максимовичі. Історична дата утворення: в 1937 році. Водоймища на території, підпорядкованій даній раді: річка Уж. Сільській раді підпорядковані населені пункти: - с. Максимовичі |

## Склад ради
Рада складалася з 12 депутатів та голови.

### Керівний склад ради
| ПІБ                        | Основні відомості                                                                     | Дата обрання | Дата звільнення |
| -------------------------- | ------------------------------------------------------------------------------------- | ------------ | --------------- |
| Корчемний Іван Михайлович  | Сільський голова, 1949 року народження, освіта, безпартійний                          | 26.03.2006   | 28.10.2006      |
| Білько Віра Олександрівна  | Сільський голова, 1967 року народження, освіта, член Партії регіонів                  | 25.03.2007   | 31.10.2010      |
| Білько Віра Олександрівна  | Сільський голова, 1967 року народження, освіта незакінчена вища, член Партії регіонів | 31.10.2010   | 13.11.2015      |
| Лещенко Андрій Валерійович | Сільський голова, 1974 року народження, освіта вища, безпартійний                     | 26.10.2015   |                 |

Примітка: таблиця складена за даними джерела